# Весіллячко
«Весіллячко» (рос. Свадебка, фр. Les Noces) — музичний твір І. Ф. Стравінського для чотирьох співаків, хору, чотирьох фортепіано і ударних (1923). Авторське позначення жанру — «російські хореографічні сцени з музикою і співом». Лібрето автора на основі російських народних пісень зі збірки фольклориста П. В. Киреєвського. Прем'єра «Весіллячка» відбулася в Парижі в 1923 році (хореографія Б. Ф. Ніжинської, диригент Е. Ансерме). Нині твір виконується переважно на концертній естраді на зразок кантати (без костюмів і хореографії). Орієнтовна тривалість: 23–25 хвилин.

## Історія створення
Стравінський задумав «Весіллячко» в 1913 році. Про первісний задум композитор писав у мемуарах таке: «У той же час я хотів написати великий дивертисмент, вірніше, кантату, що оспівує сільське весілля» . Робота над твором почалася восени 1914 року.

Клавір першої версії для солістів, хору та симфонічного оркестру був завершений 4 квітня 1917 року . Спочатку композитор планував інструментувати твір для великого оркестру на зразок балету «Весна священна», але інструментував для камерного оркестру. Потім прийшла ідея використовувати механічні музичні інструменти, від якої довелося відмовитися, оскільки паризька фабрика «Плейель» не поставила вчасно цимбали. Оркестровку 1-й і 2-й картин другої версії композитор закінчив в 1919 році. Робота над остаточною редакцією тривала з 1921 року по 6 квітня 1923 року . В остаточній редакції «Весілля» розписана для сопрано, меццо-сопрано, тенора, баса, мішаного хору, 4 фортепіано і 6 груп ударних інструментів.
Навесні 1915 року композитор вирішив присвятити цей твір С. Дягілєву, рішення прийшло після довгоочікуваної зустрічі антрепренера і композитора й описано у спогадах І. Стріавінського так: «Тоді, щоб винагородити його за довге очікування, я зіграв йому дві перші картини „Весіллячка“. Він був такий схвильований, його захоплення здався мені настільки щирим і зворушливим, що найкраще, що я міг зробити, — це присвятити йому цю річ»..
Прем'єра балету відбулася в Парижі 13 червня 1923 року під керуванням Е. Ансерме  у версії лібрето на французькій мові. Згодом автор оцінив «Аполлон Мусагет» (1928), свій останній балет для дягілевської трупи, вище «Весіллячка» . У програмі до прем'єри в Маріїнському театрі (2003) Ольга Макарова писала: «Паризька прем'єра» Весіллячка «в 1923 році стала успіхом, вона відкрила світові балетмейстера, якому вже однієї цієї постановки було б достатньо для пропуску в пантеон великих хореографів XX століття» .

## Характеристика

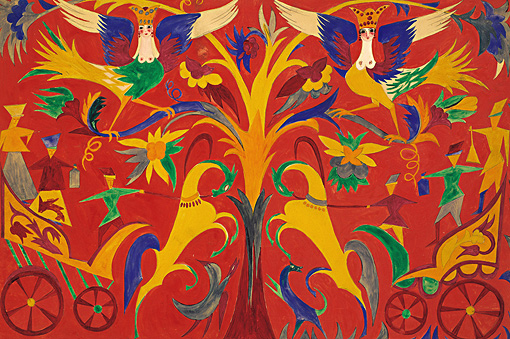
Гончарова Н. С. Ескіз до нездійсненого варіанту завіси до балету «Весілля». Кінець 1910-х років.

Е. Я. Суріц оцінила хореографію Б. Ф. Ніжинської як кращу роботу за всю її творче життя. Балетовед дала опис твори: «„Весілля“ — ритуал, що відкриває простір глибоких роздумів про життя. Тут і сувора урочистість, якої дотримуються за традицією, і трагічність (похорон дівоцтва і волі дівочої), і еротика (заклинання і прославляння здорового чоловічого начала). Щоб розкрити зміст твору, всі його автори відмовилися від вже звичної для театру російської екзотики і зовнішньої барвистості. Н. Гончарова створила гранично лаконічне і водночас виразне оформлення сцени: однотонний задник-екран з крихітним віконечком, за що відкривається в кімнату молодят дверима — спрощене зображення ліжка з горою подушок. І ще на сцені стояли чотири рояля. Костюми були настільки ж умовні і пофарбовані в чорний і коричневий кольори. Ніжинська йшла тим же шляхом. Вона змусила жінок рухатися на пальцях, аби фігури виглядали витягнутими, масові танці, які в балеті переважали, будувала на геометричних малюнках, що давало змогу бачити танцюючих у незвичайних ракурсах, широко використовувала пірамідальні побудови, ставлячи групи танцюристів один на одного. Один з головних танців був присвячений розплітанню кіс нареченої, причому коси були довжиною в кілька метрів. Жінки в танці то піднімалися на пальці, то опускалися, завиваючи складний малюнок танцю з зімкнутих тіл, з'єднаних рук, схилені голів». .
Ольга Макарова писала: «Граничний мінімалізм в підпорядкованості танцю холоднуватої геометрії малюнка, в наполегливому повторенні одноманітних рухів, в простоті двоколірних коричнево-білих костюмів, придуманих Наталією Гончаровою, в навмисною безпристрасності виконавців — все у виставі було актуально в контексті авангарду 1920-х. І в гострій сучасності балету не загубилася вихідна російськість «Весіллячка» — не лубкова і сувенірна, а умовно ритуальна, де дія відбувається, як в заведеному механізмі: фігурки танцівників монотонно переміщаються, немов підкоряючись волі одного повелителя, старовинного і непорушного обряду».

## Структура
«Весілля» складається з двох частин і чотирьох картин, які виконуються без перерви :
частина I
- Картина 1. Коса
- Картина 2. У нареченого
- Картина 3. Проводи нареченої

частина II
- Картина 4. Красний стіл

## Прем'єра балету
C. Л. Григор'єв двічі вказав, що перше виконання балету відбулося 13 липня 1923  , і зазначив, що успіх прем'єри перевершив всі очікування: "Він нагадав наші тріумфи 1909 року. Всі вісім вистав «Весіллячка» зустріли одно гарячий прийом. <…> Хореографія частково нагадувала стиль Фокіна і Ніжинського, але зовсім не була наслідувальною, бо Ніжинська володіла власним стилем. Глибоко емоційна музика, незважаючи на труднощі сприйняття, схвилювала публіку. Дягілєв був у захваті від балету і щасливий його тріумфом. З тих пір Ніжинська знайшла популярність і стала іменуватися фр. La Nijinska».
Балет увійшов до репертуару труппи Дягілєва. 14 червня 1926 року «Весіллячко» було вперше виконано в Театрі Його Величності (His Majesty's Theatre), Лондон; партии фортепиано исполнили Ф. Пуленк, Ж. Орик, В. Риети и В. Дюк (Дукельский). Одно из последних представлений «Свадебки» состоялось 6 июня 1928 года при открытии в 21-го Русского сезона в Театре Сары Бернар в одном спектакле со «Стальным скоком» С. С. Прокофьева (1927) и премьерой балета «Ода» Н. Д. Набокова. В зале присутствовал Прокофьев, записавший в «Дневнике»: «„Свадебка“ Стравинского. Такая сильная вещь, но все утомлены и проходит бледно». В последний раз труппа исполнила балет в июле 1928 года в Театре Его Величества, Лондон.

## Редакції та обробки музичного твору
Крім російської (оригінальної) і французької версій існує авторизована версія «Весіллячка» на англійське лібрето. Саме в цій версії нею диригував Стравінський в повному зібранні своїх творів в грамзапису на лейблі Columbia Records в 1959 році (в якості піаністів виступили відомі американські композитори С. Барбер, А. Копленд, Л. Фосс і Р. Сешнз).
У 1981 році в Парижі П. Булез виконав власну реконструкцію (недописаної Стравінським) редакції з цимбалами, фісгармонією і піаноли. У 1988 році П. Етвеша записав попередню версію «Весіллячка» з камерним оркестром (1917). У 1994 році Д. В. Покровський зі своїм ансамблем в Нью-Йорку виконав і записав «Свадебку» з використанням MIDI і синтезаторів. На замовлення Лос-Анджелеського філармонічного оркестру С. Стаккі інструментував «Свадебку» для великого симфонічного оркестру. Ця обробка була виконана під керуванням Е. П. Салонена в 2008 році в Лос-Анджелесі.

## Українська прем'єра
В Україні «Весіллячко» вперше було поставлено 2009 року в рамках відкриття фестивалю «Стравінський та Україна» під керуванням Ігоря Блажков.  

## Дискографія
«Весілля» належить до числа найбільш репертуарних творів Стравінського. Серед аудіозаписів:
- 1934 — І. Ф. Стравінський (Columbia Records; на англ. мовою)
- 1959 — І. Ф. Стравінський (Columbia Records; на англ. мовою)
- 1961 — Е. Ансерме (Decca Records ; на фр. мовою)
- 1964 — К. Анчерл (Supraphon)
- 1965 — П. Булез (Guilde Internationale du Disque; основна редакція)
- 1977 — Л. Бернстайн (DG)
- 1988 — П. Етвеша (дві редакції; Hungaroton ; на рус. мовою)
- 1994 — В. Ашкеназі (Decca; на рус. мовою)
- 1994 — Д. Покровський (Electra Nonesuch; на рус. мовою)
- 2005 — Д. Ройс (Harmonia Mundi)